# Jocundus (geestelijke)
Jocundus (Aquitanië?, ca. 1030 - ca. 1090) was een middeleeuws geestelijke, die van omstreeks 1070 tot 1088 in opdracht van het Sint-Servaaskapittel in Maastricht een nieuwe hagiografie van Sint-Servaas schreef. Als schrijver schaarde Jocundus zich in de investituurstrijd aan de keizerlijke zijde.

## Biografische schets

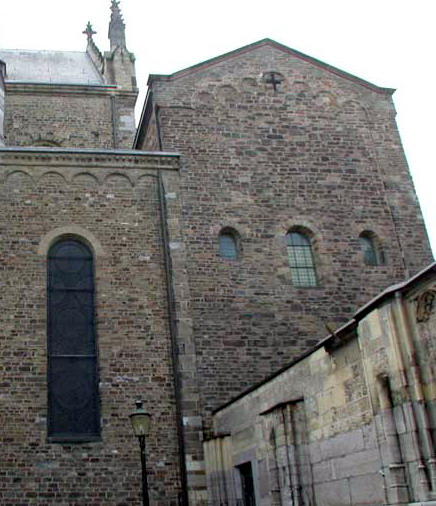
De 11e-eeuwse stiftskapel van de Sint-Servaaskerk, gebouwd door Humbertus

Over het leven van Jocundus is weinig bekend. Mogelijk was hij afkomstig uit Aquitanië en trad hij als monnik in bij een benedictijner abdij, wellicht de abdij van Fleury in Saint-Benoît-sur-Loire, een van de belangrijkste abdijen van Frankrijk. In de tijd van Jocundus maakte deze abdij een grote bloeiperiode mee en werd de abdijkerk onder leiding van abt Guillaume in romaanse stijl herbouwd.
Waarschijnlijk was het de Maastrichtse proost Humbertus die omstreeks 1067 de monnik en priester Jocundus uitnodigde een nieuwe vita over het leven van Sint-Servaas te schrijven, de Actus Sancti Servatii (handelingen van Sint-Servaas), bestaande uit een Vita (levensbeschrijving) en een Miracula (wonderen). Wellicht paste dit initiatief in het streven van het kapittel om de status van de heilige, na het mislukken van de officiële canonisatie door de paus (zie hieronder), op te krikken. Het is niet bekend welke functie Jocundus in het kapittel kreeg aangeboden, maar er bestaan aanwijzingen dat hij scholaster of schoolmeester (magister scholarum) aan de kapittelschool van Sint-Servaas was. Jocundus beschrijft hoe Humbertus hem in bescherming neemt tegen de bisschop van Utrecht, Willem van Gelre (voor 1025-1076), die de broer van de proost beschuldigde van moord op Willems neef te Maastricht, en Jocundus wilde verbannen. Wellicht keerde hij in 1076 al terug naar Frankrijk; mogelijk pas na de dood van Humbertus in 1086. Na 1088 is er niets meer over hem bekend.
Jocundus beschrijft hoe Humbertus in Maastricht het werk van zijn voorganger Geldulfus voltooid. Laatstgenoemde had aan het begin van de 11e eeuw een nieuwe kerk op het graf van Sint-Servaas gebouwd. Dit ambitieuze, romaanse bouwwerk was in 1039 in aanwezigheid van keizer Hendrik III gewijd. Enkele decennia later verving Humbertus het imponerende maar onpraktische transept (met polygonale uiteinden) door een meer functioneel, rechthoekig transept. In de crypte vernieuwde hij het graf van hertog Karel van Neder-Lotharingen. Verder bouwde hij de nieuwe kloostergang, de sacristie, de kloosterschool en de stiftskapel. Ook liet hij het interieur van de kerk verfraaien. Volgens een in 1988 gevonden grafkruis bleven deze werkzaamheden door zijn dood in 1086 onvoltooid. Of Jocundus toen nog leefde en in Maastricht verbleef, is niet met zekerheid te zeggen.

## Werken

### Vita,MiraculaenGesta

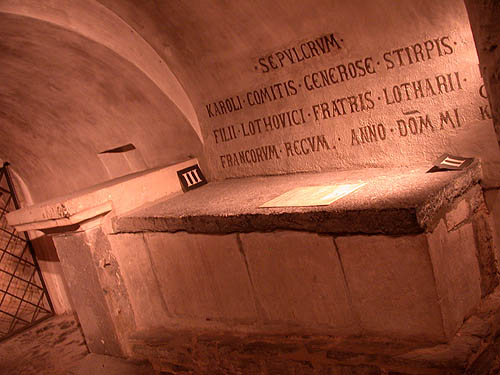
Het door Jocundus vermelde graf van Karel van Neder-Lotharingen in de crypte van de Sint-Servaasbasiliek

Jocundus is bekend door zijn tweeledige hagiografie in het Latijn over het leven van de heilige Servatius, de van oorsprong Armeense missiebisschop van het bisdom Tongeren-Maastricht uit de 4e eeuw. De oorspronkelijke handschriften zijn verloren gegaan; de tekst van Jocundus is enkel bewaard in een drietal (bewerkte) afschriften uit de 12e eeuw. Het oudste handschrift van de Vita uit het eerste kwart van de 12e eeuw bevond zich eeuwenlang in de kloosterbibliotheek van de Benedictijnerabdij Sint-Matthias, thans in de stadsbibliotheek van Trier (codex 1138/46). In 1972 was de historicus P.C. Boeren de eerste die de complete, gereconstrueerde tekst van Jocundus van circa 60.000 woorden publiceerde. Volgens Boeren is de Vita Sancti Servatii het oudst en dateert uit de periode 1070-'77. De Miracula Sancti Servatii werd pas omstreeks 1088 afgerond, dus na het veronderstelde vertrek van Jocundus uit Maastricht. De Gesta Sancti Servatii dateert uit het begin van de 12e eeuw en is in feite een verkorte compilatie van de twee eerdere werken, misschien van de hand van kanunnik Stefanus. De Gesta, minder breedsprakerig en met minder verwijzingen en Bijbelcitaten, werd vanaf ca 1130 de officiële versie van de vita van Sint-Servaas en zou veertig jaar later de basis vormen voor Hendrik van Veldekes Leven van Sint-Servaas, geschreven in de landstaal.

### Historische betrouwbaarheid

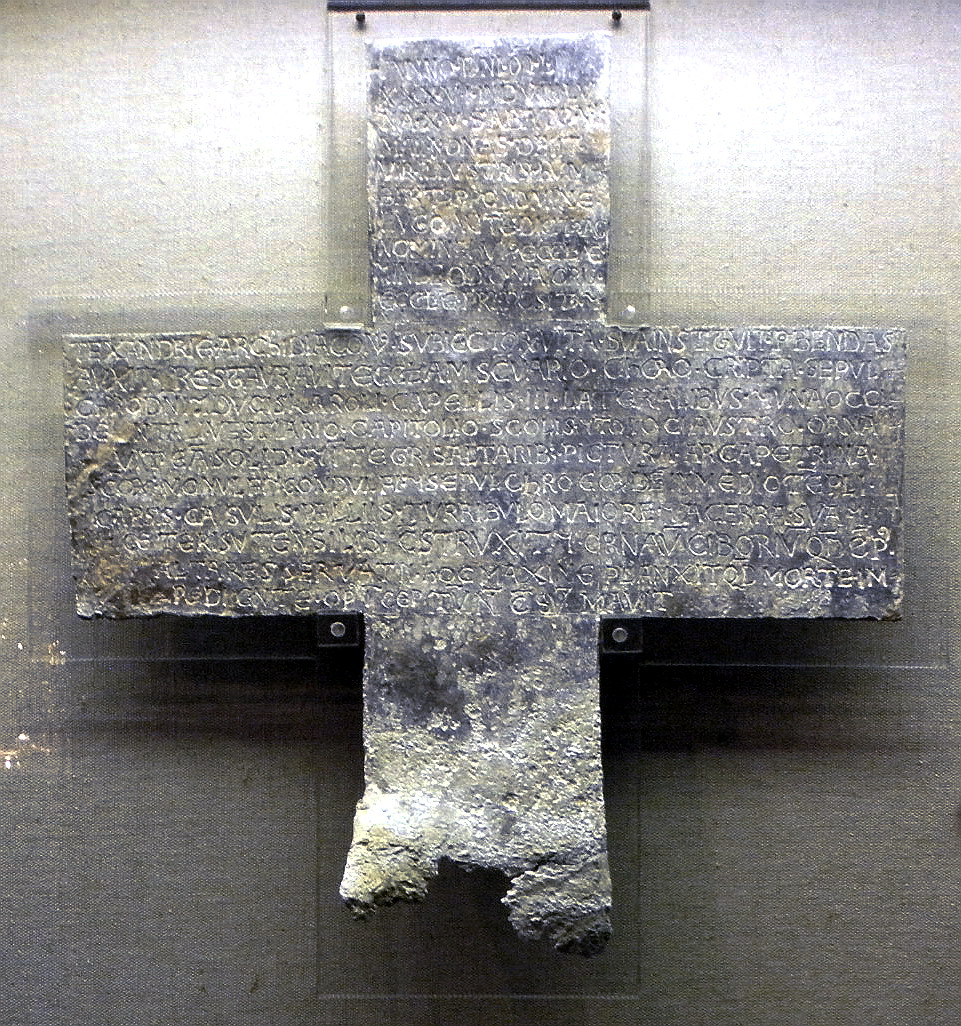
Het grafkruis van Humbertus, dat in 1988 de historische betrouwbaarheid van Jocundus vergrootte

### Doctrina Trajectensium

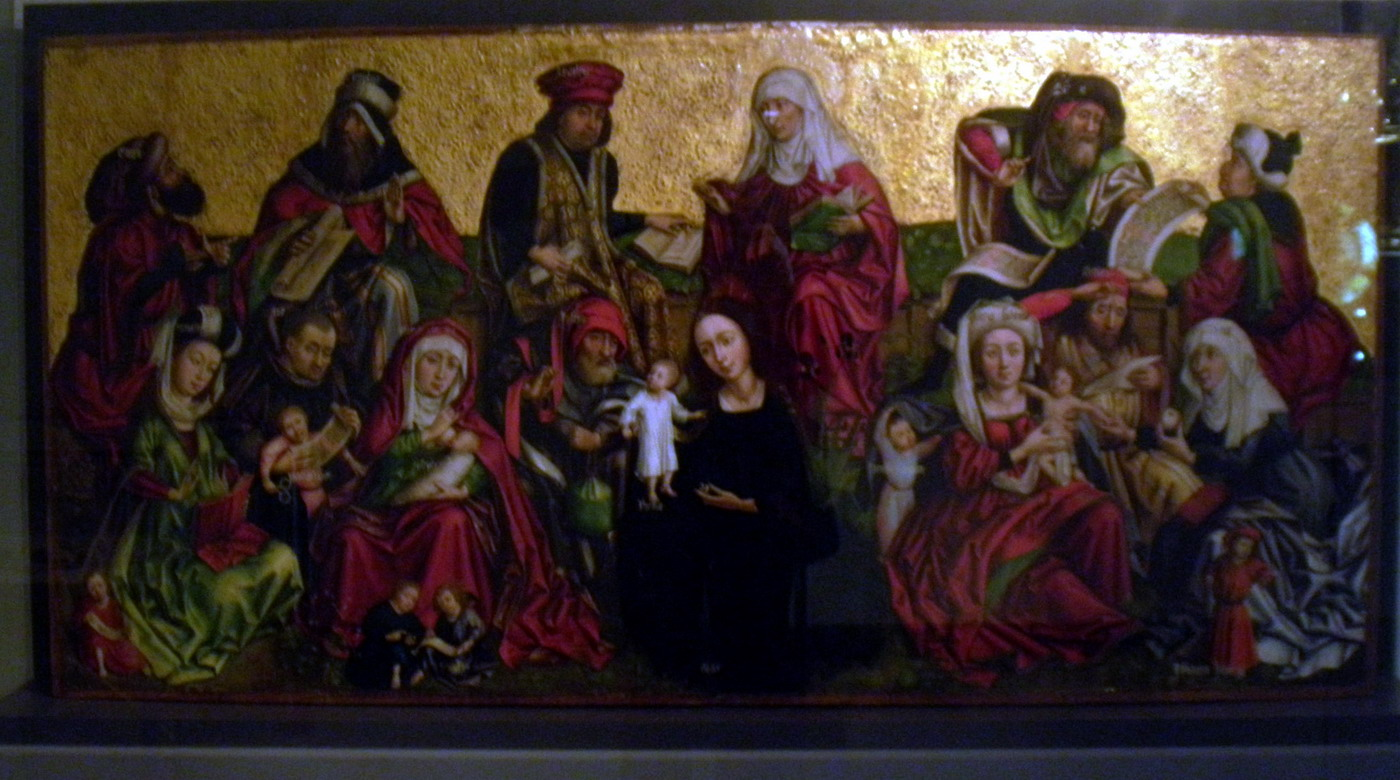
Sint-Servaas als familielid van Jezus